# Funkcja skokowa Heaviside’a

Funkcja Heaviside’a; przy założeniu

Funkcja skokowa Heaviside’a, skok jednostkowy – funkcja nieciągła, która przyjmuje wartość {\displaystyle 0} dla ujemnych argumentów i wartość {\displaystyle 1} w pozostałych przypadkach:
{\displaystyle H(x)={\begin{cases}0\ \mathrm {dla} \ x<0\\1\ \mathrm {dla} \ x\geqslant 0\end{cases}}.}
Często stosowanym symbolem, zwłaszcza w środowisku inżynierskim elektryków i elektroników, dla funkcji skokowej Heaviside’a jest {\displaystyle \mathbf {1} {\big (}t{\big )}} (np. , symbolu tego używał sam Oliver Heaviside). Argument {\displaystyle t} oznacza tu zazwyczaj czas. Przy zastosowaniach z dziedziny mechaniki, na przykład analizie belek, argumentem tej funkcji może być położenie obciążenia.
Funkcja ta jest używana w przetwarzaniu sygnałów do reprezentowania sygnału włączającego się w danej chwili czasu, w elektrotechnice i elektronice do analizy stanów nieustalonych w obwodach RLC, w automatyce jako sygnał wymuszenia na wejściu układu, a także w mechanice do reprezentowania obciążeń belek rozłożonych na pewnej części ich długości.
Skok jednostkowy jest wynikiem całkowania delty Diraca. Wartość funkcji Heaviside’a dla argumentu 0 nie jest szczególnie istotna, ponieważ funkcja jest zazwyczaj używana wewnątrz całki. Niektóre źródła podają {\displaystyle H(0)=0,} a inne {\displaystyle H(0)=1.} Używa się też wartości {\displaystyle H(0)=0{,}5,} aby uzyskać symetrię funkcji. Definicja {\displaystyle H(x)} wygląda wtedy następująco:
{\displaystyle \int \limits _{-\infty }^{x}{\delta (t)dt}=H(x)=={\begin{cases}0\ \quad \quad {\text{dla  }}\,t<0\\{\frac {1}{2}}\quad \quad {\text{dla }}\,t=0\\1\quad \quad \,{\text{dla  }}\,t>0\end{cases}}}
Funkcja skoku jednostkowego spełnia ważną rolę w rachunku operatorowym, m.in. przekształcenie Laplace’a zawiera ją w sposób niejawny.